# Monety rosyjsko-polskie

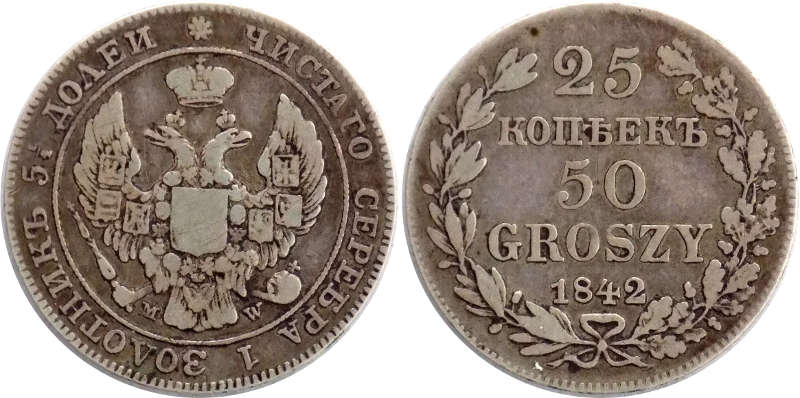
25 kopiejek – 50 groszy (1842)

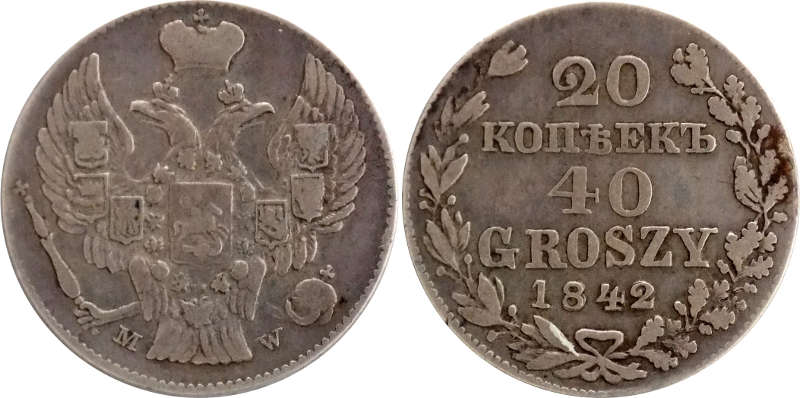
20 kopiejek – 40 groszy (1842)

Monety rosyjsko-polskie – srebrne monety dwunominałowe bite w latach 1842–1850 przez mennicę w Warszawie.

## Rys historyczny
Dnia 3 września 1841 roku został wydany ukaz carski dokonujący unifikacji systemu monetarnego Królestwa Kongresowego z systemem monetarnym rosyjskim. W miejsce używanej od 1815 roku, jako podstawowej jednostki wagowej, grzywny kolońskiej wprowadzono funt rosyjski. Podstawową jednostką monetarną przestała być złotówka a został nią rubel. W rozporządzeniu decydowano o wprowadzeniu nowych monet dwunominałowych: w złocie 5 rubli, w srebrze 1 rubel, 50 kopiejek, 25 kopiejek, 20 kopiejek, 10 kopiejek i 5 kopiejek. W przepisach stanowiono o biciu monet dwunominałowych, ale ze względu na występowanie ułamkowych wartości złotych zdecydowano o biciu jedynie 25 kopiejek – 50 groszy, 20 kopiejek – 40 groszy, 10 kopiejek – 20 groszy, 5 kopiejek – 10 groszy. Ostatecznie zrezygnowano z bicia dwóch najniższych nominałów, które zostały jednak w 1842 roku wybite w niewielkiej liczbie i są obecnie traktowane jako monety próbnego bicia. Złotowe równowartości monet wprowadzonych do obiegu, a więc 25 kopiejek – 50 groszy i 20 kopiejek – 40 groszy wynosiły 1⅔ oraz 1⅓ złotego odpowiednio.
Ze względu na fakt bicia i wprowadzania do obiegu na terenie Królestwa Kongresowego dwunominałowych monet kopiejkowo-groszowych według rosyjskiego szeregu nominałowego, monety te w numizmatyce polskiej określane są jako rosyjsko-polskie. W numizmatyce rosyjskiej monetami rosyjsko-polskimi nazywa się również dwunominałowe monety polsko-rosyjskie z lat 1832–1841.

## Monety rosyjsko–polskie z mennicy w Warszawie bite w latach 1842–1850

### Monety obiegowe
W tabeli poniżej zestawiono roczniki, w których obydwie monety były bite przez mennicę w Warszawie (MW).
| Nominał                 | 1842 | 1843 | 1844 | 1845 | 1846 | 1847 | 1848 | 1849 | 1850 |
| ----------------------- | ---- | ---- | ---- | ---- | ---- | ---- | ---- | ---- | ---- |
| 20 kopiejek – 40 groszy | MW   | MW   | MW   | MW   | MW   |      | MW   |      | MW   |
| 25 kopiejek – 50 groszy | MW   | MW   | MW   | MW   | MW   | MW   | MW   |      | MW   |

Na przełomie XX i XXI w. rocznik 1844 monety 25 kopiejek – 50 groszy bardzo rzadko pojawia się na rynku kolekcjonerskim, a moneta 20 kopiejek – 40 groszy z 1846 r. określana bywa jako unikatowa. Być może dwunominałowa 40-groszówka z wybitą datą roczną 1846 to jakieś nierozpoznane przez prawie dwa wieki próbne bicie.

### Monety próbne
W literaturze tematu z przełomu XX i XXI wieku dwa pozostałe nominały, a więc 5 kopiejek – 10 groszy oraz 10 kopiejek – 20 groszy wybite z datą roczną 1842 i oznakowane symbolem mennicy w Warszawie (litery MW po obu stronach ogona orła), w katalogach zostały sklasyfikowane jako monety próbne. Jednak w pracy Karola Plage wydanej w 1902 r. w przypadku tych, i tylko tych, dwóch monet pojawiło się określenie: 

MONETY PRÓBNE WYKONANE PRZEZ MAJNERTA

Józef Majnert w połowie XIX w. był zarówno pracownikiem mennicy w Warszawie jak i rozpoznanym w latach po zakończeniu swojego zatrudnienia w mennicy znakomitym fałszerzem, wypuszczającym na rynek kolekcjonerski fantazyjne (fałszywe), nieistniejące w oryginale monety. Dostępne w pierwszych dwóch dziesięcioleciach XXI w. źródła nie rozwijają tego zagadnienia, więc nie istnieje wystarczająca pewność co do autentyczności i przeznaczeniach tych dwóch najniższych, pojawiających się w obrocie kolekcjonerskim nominałów monet rosyjsko-polskich.